# Chevillard
Chevillard ist eine französische Gemeinde mit 149 Einwohnern (Stand 1. Januar 2022) im  Département Ain in der Region Auvergne-Rhône-Alpes. Sie gehört zum Kanton Plateau d’Hauteville im Arrondissement Nantua.

## Geographie
Chevillard liegt auf 815 m, etwa 24 Kilometer nordöstlich der Stadt Ambérieu-en-Bugey und 29 km ostsüdöstlich der Präfektur Bourg-en-Bresse (Luftlinie). Das Bauerndorf erstreckt sich im zentralen Bugey, in einer Rodungsinsel am Westabhang der Forêt d’Orcet im Jura, östlich der Talsenke des Oignin.
Die Fläche des 6,67 km² großen Gemeindegebiets umfasst einen Abschnitt des südlichen französischen Juras. Der Hauptteil des Gebietes wird von einem Plateau eingenommen, das gegen Westen geneigt ist. Es fällt auf drei Seiten steil ab, nach Süden zum Vallée de Meyriat, nach Westen zur Talsenke des Oignin und nach Norden zum tief eingeschnittenen Erosionstal der Combe de Vau. Die Gemeindegrenze verläuft jeweils oberhalb der Steilkante und reicht nur ganz im Süden in den Talkessel von Meyriat hinunter. Nach Osten steigt der Hang an und gipfelt schließlich in der Forêt d’Orcet, in der mit 1102 m die höchste Erhebung von Chevillard erreicht wird.
Zu Chevillard gehören der Weiler L’Orme (720 m) am Rand des Plateaus sowie einige Einzelhöfe. Nachbargemeinden von Chevillard sind Saint-Martin-du-Frêne im Norden, Brénod im Osten, Vieu-d’Izenave und Condamine im Süden sowie Maillat im Westen.

## Geschichte
Das Dorf wird bereits im 10. Jahrhundert erstmals urkundlich erwähnt und gehörte zum Besitz des Klosters Nantua. Im Mittelalter stand Chevillard unter der Oberhoheit der Grafen von Savoyen. Mit dem Vertrag von Lyon gelangte es im Jahre 1601 an Frankreich.

## Bevölkerung
| Jahr                       | 1962 | 1968 | 1975 | 1982 | 1990 | 1999 | 2011 | 2020 |
| Einwohner                  | 153  | 126  | 116  | 132  | 137  | 132  | 160  | 152  |
| Quellen: Cassini und INSEE |      |      |      |      |      |      |      |      |

Mit 149 Einwohnern (Stand 1. Januar 2022) gehört Chevillard zu den kleinen Gemeinden des Départements Ain. Die Ortsbewohner von Chevillard heißen auf Französisch Savorays.

## Sehenswürdigkeiten
Die ursprünglich im gotischen Stil erbaute Kirche Saint-Théodule wurde im 17. Jahrhundert weitgehend neu erbaut.

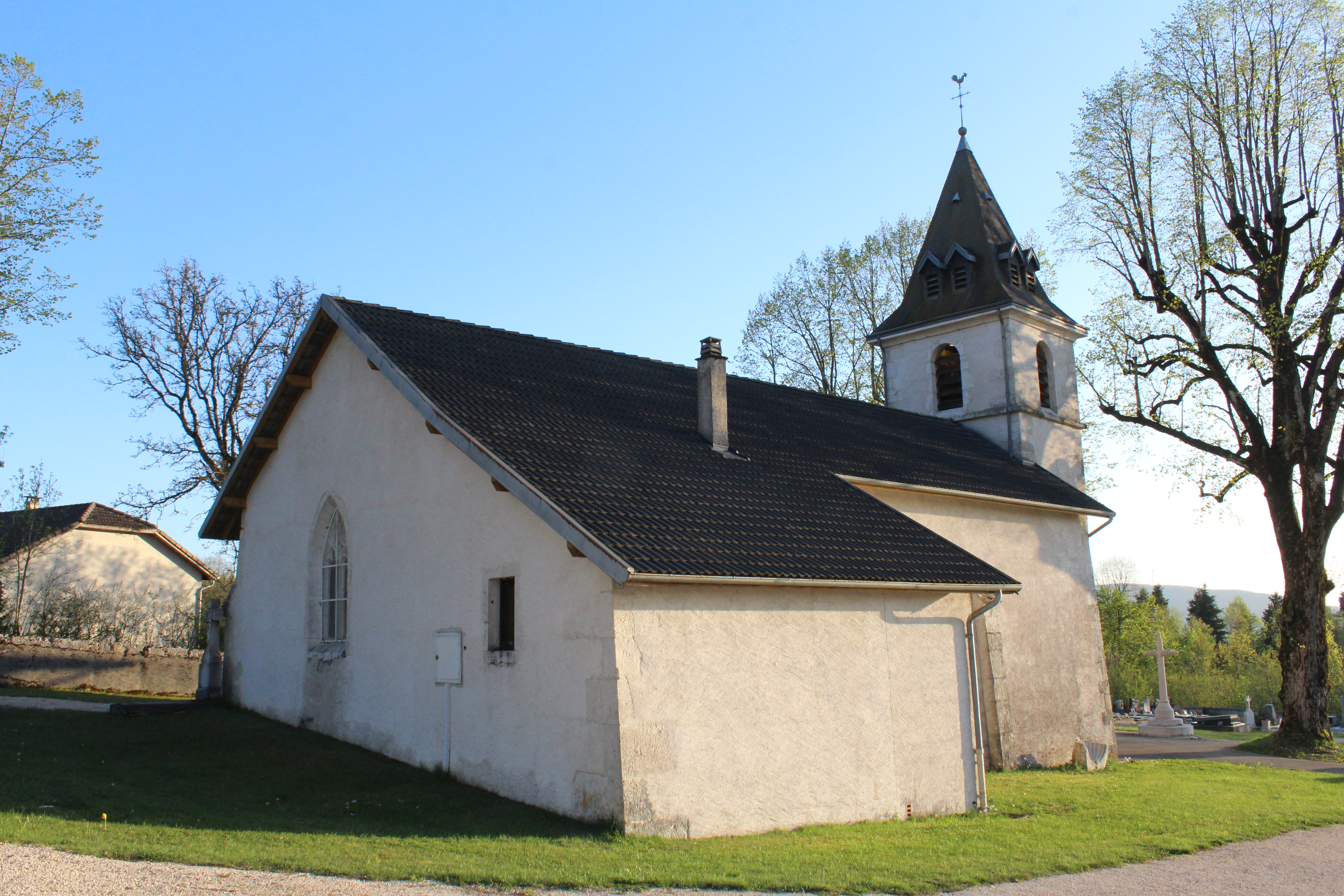
Kirche Saint-Théodule
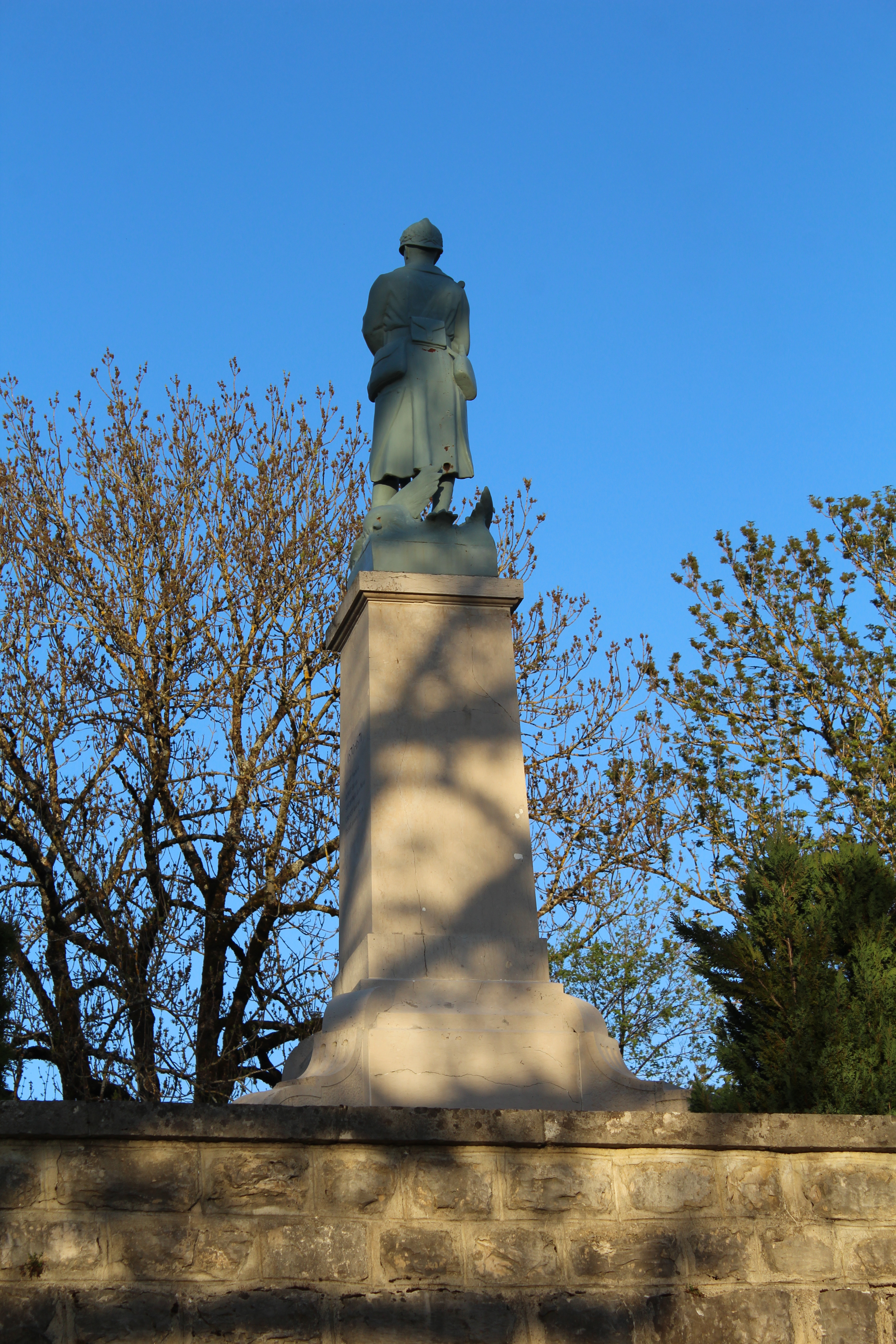
Gefallenendenkmal

## Wirtschaft und Infrastruktur
Chevillard war bis weit ins 20. Jahrhundert hinein ein vorwiegend durch die Landwirtschaft, insbesondere Milchwirtschaft und Viehzucht, und die Forstwirtschaft geprägtes Dorf. Noch heute leben die Bewohner zur Hauptsache von der Tätigkeit im ersten Sektor. Außerhalb des primären Sektors gibt es nur wenige Arbeitsplätze. Mittlerweile hat sich das Dorf auch zu einer Wohngemeinde gewandelt. Viele Erwerbstätige sind Wegpendler, die in den größeren Ortschaften der Umgebung ihrer Arbeit nachgehen.
Die Ortschaft liegt abseits der größeren Durchgangsstraßen. Die Hauptzufahrt erfolgt von Saint-Martin-du-Frêne. Weitere Straßenverbindungen bestehen mit Brénod und Maillat. Der nächste Anschluss an die Autobahn A 40 befindet sich in einer Entfernung von rund sieben Kilometern.